# Lucas Van Berkel

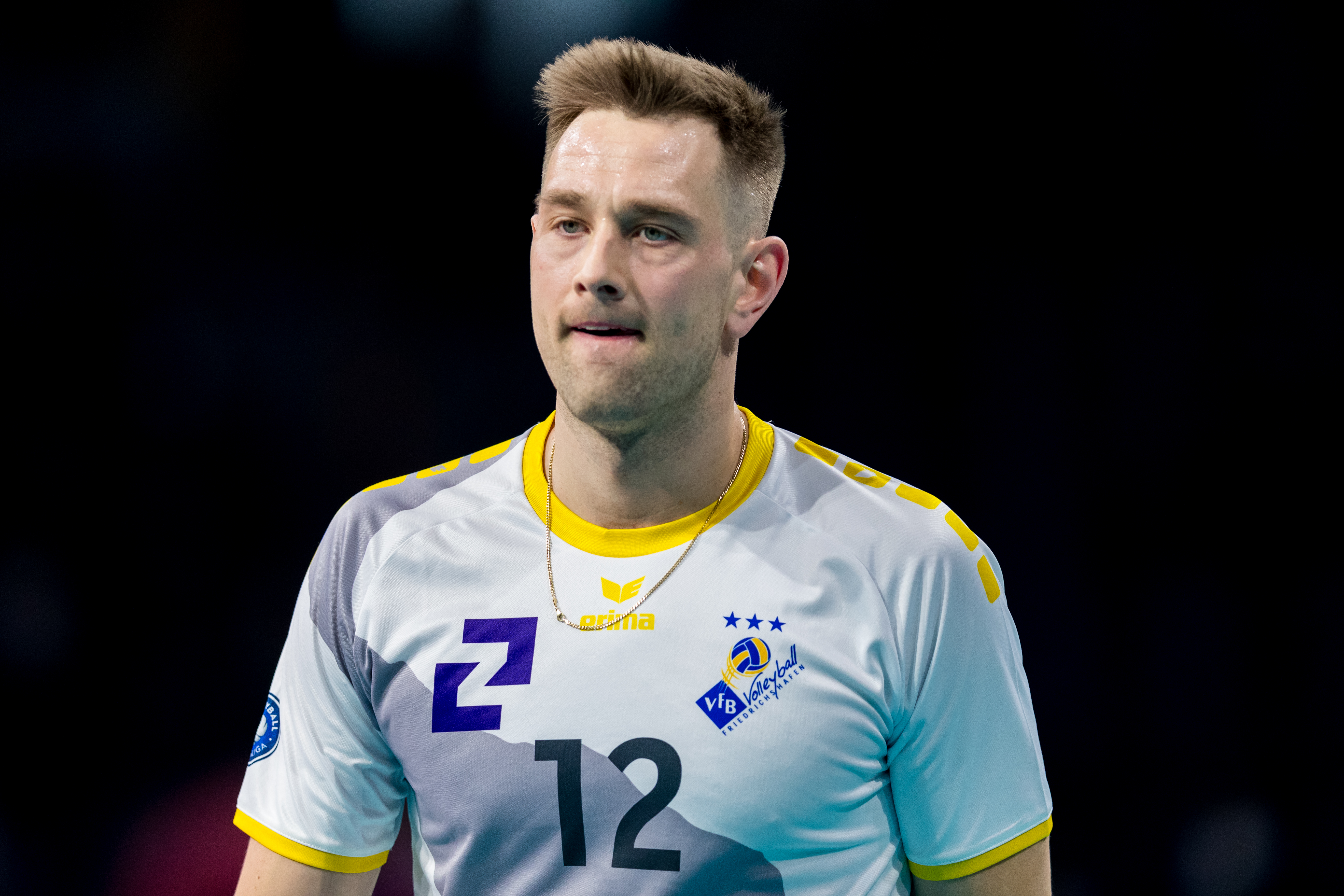
Lucas Van Berkel zawodnikiem VfB Friedrichshafen

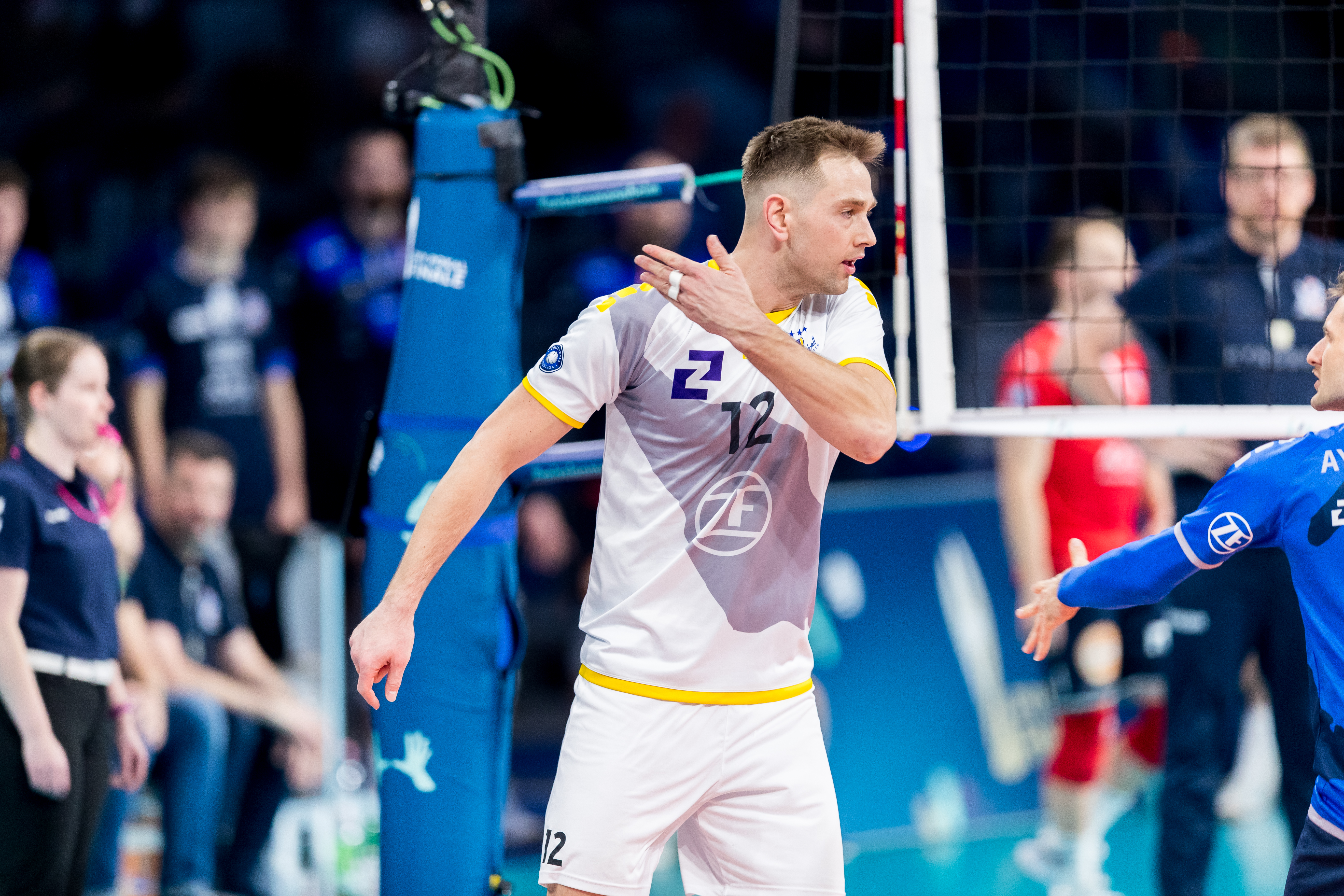
Lucas Van Berkel zawodnikiem VfB Friedrichshafen

Lucas Van Berkel (ur. 29 listopada 1991 w Edmonton) – kanadyjski siatkarz, grający na pozycji środkowego, reprezentant Kanady.
Po Igrzyskach Olimpijskich w Paryżu postanowił zakończyć siatkarską karierę.

## Sukcesy klubowe
U Sports Championship:
- 2011, 2012
- 2010

NEVZA - Klubowe Mistrzostwa Krajów Nordyckich:
- 2015

Puchar Szwecji:
- 2015

Liga szwedzka:
- 2015

Superpuchar Szwajcarii:
- 2016

Puchar Szwajcarii:
- 2017

Liga szwajcarska:
- 2017

Superpuchar Turcji:
- 2019

Puchar Niemiec:
- 2022[5]

Liga niemiecka:
- 2022[6]

Puchar Portugalii:
- 2024[7]

Liga portugalska:
- 2024[8]

## Sukcesy reprezentacyjne
Mistrzostwa Ameryki Północnej, Środkowej i Karaibów Juniorów:
- 2010

Puchar Panamerykański Juniorów:
- 2011

Puchar Panamerykański:
- 2016

Liga Światowa:
- 2017

Mistrzostwa Ameryki Północnej, Środkowej i Karaibów:
- 2023[9]
- 2017, 2019

## Nagrody indywidualne
- 2013: Najlepszy blokujący Letniej Uniwersjady w Kazaniu